# Châtillon, Vienne
Châtillon är en kommun i departementet Vienne i regionen Nouvelle-Aquitaine i västra Frankrike. Kommunen ligger i kantonen Couhé som tillhör arrondissementet Montmorillon. År 2018 hade Châtillon 230 invånare.

## Befolkningsutveckling
Antalet invånare i kommunen Châtillon
| Referens: INSEE |